# Malomkő

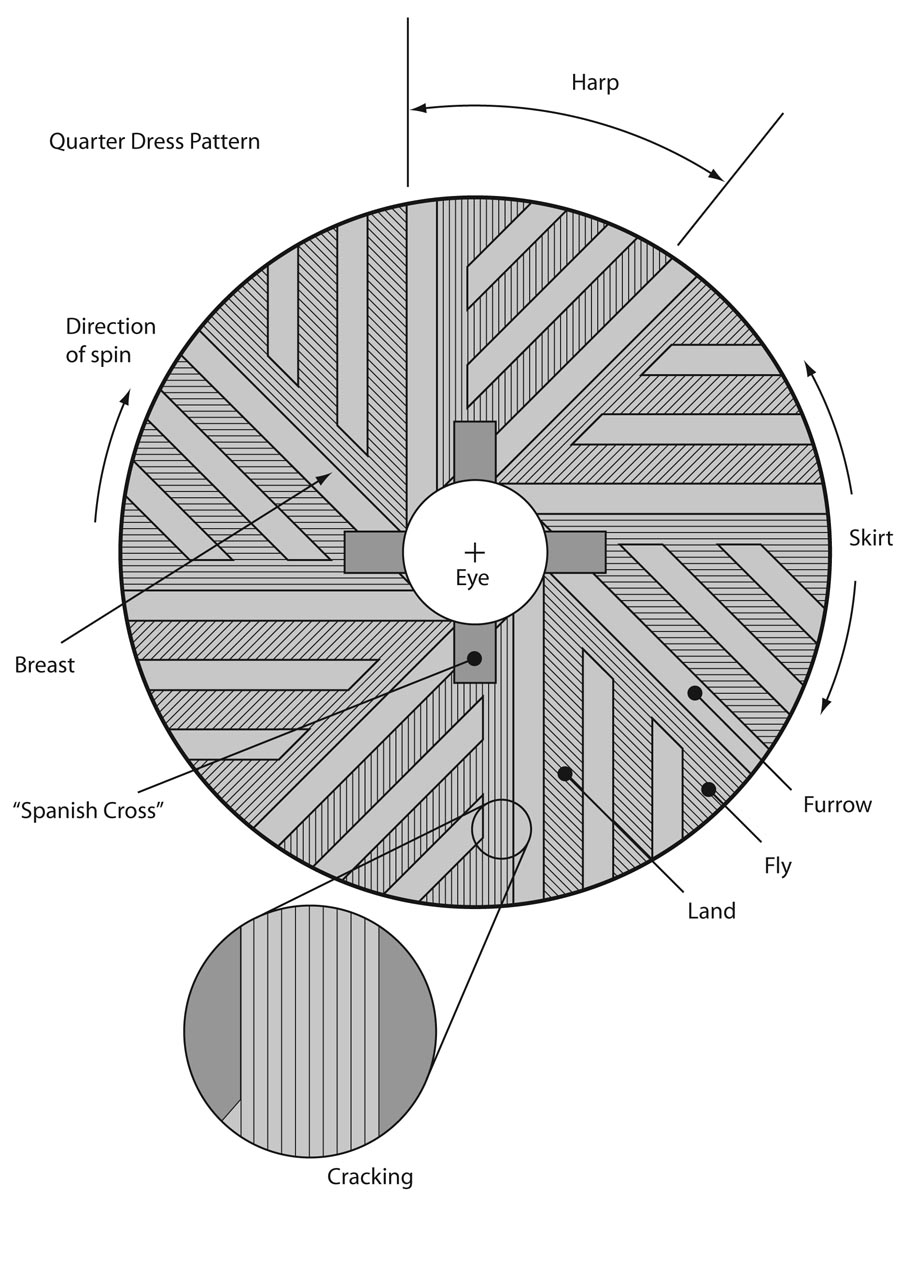
A malomkő vázlatos szerkezete. Az ábrán a felső (forgó) kő őrlőfelülete látható. A nyugvó (alsó) kövön hiányzik a hajtásra szolgáló kereszt alakú horony.

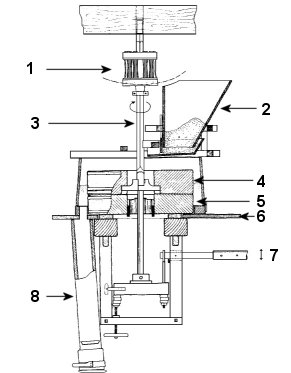
Kőjárat vázlata (Britzer Müller Verein) 1-Meghajtó pálcás fogaskerék, 2=garat, 3=Tengely, 4=Felső kő, 5=Alsó kő, 6=Kőágy, 7=Őrlő rés szabályozás, 8=Lisztvezeték

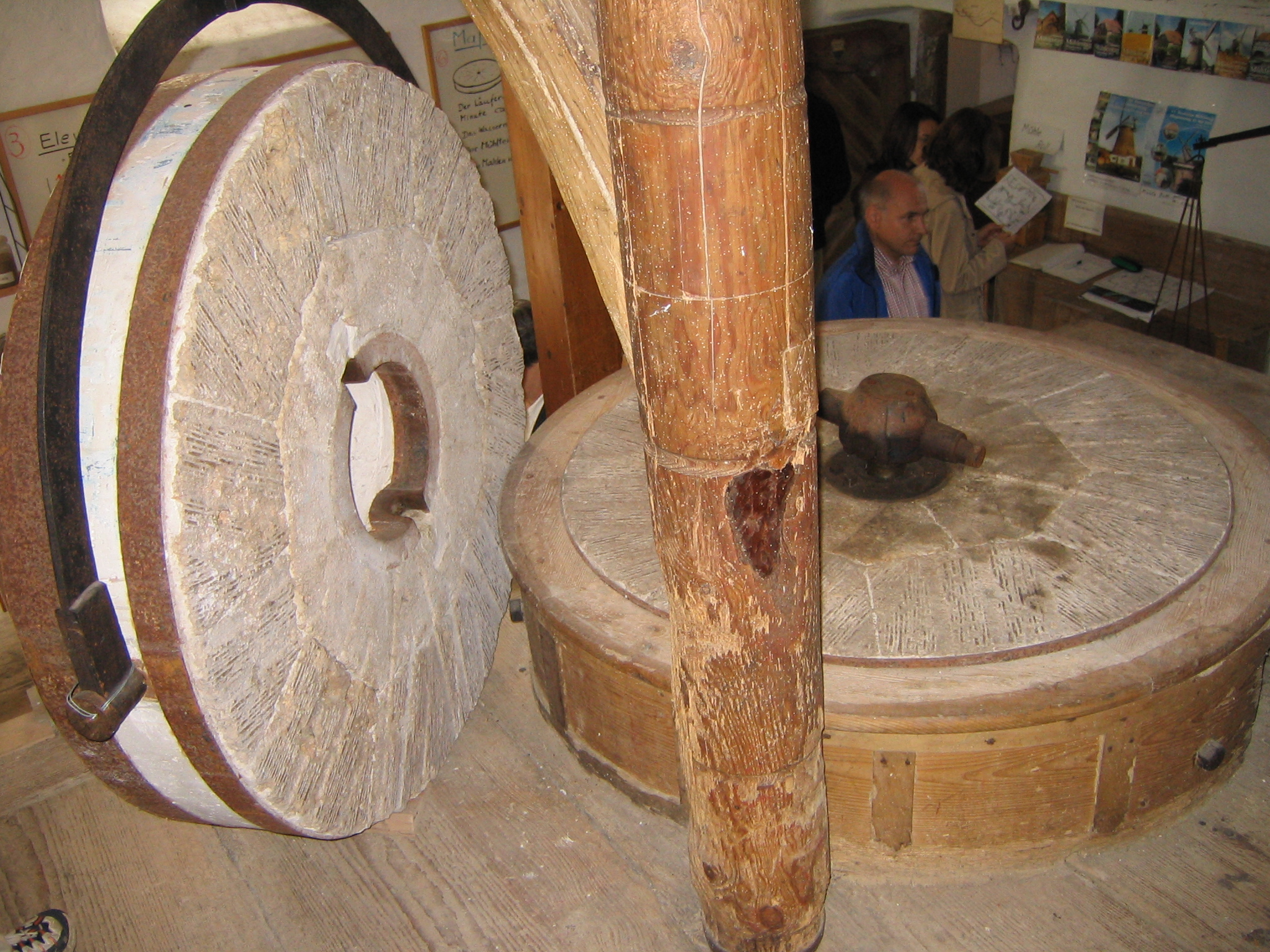
La Ferté-sous-Jouarre-ból származó malomkövek.

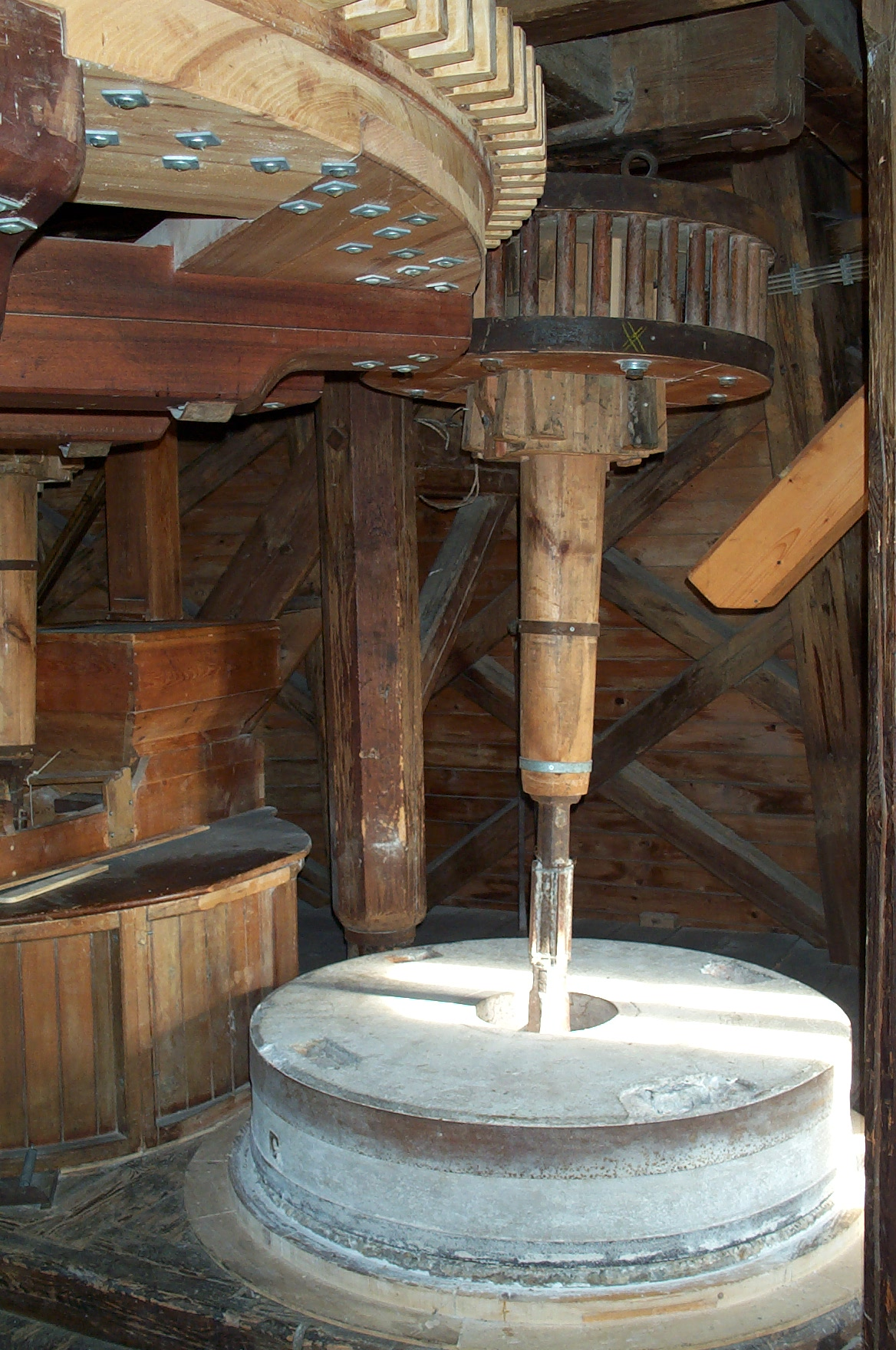
Kőjárat (Britzer Müller Verein)

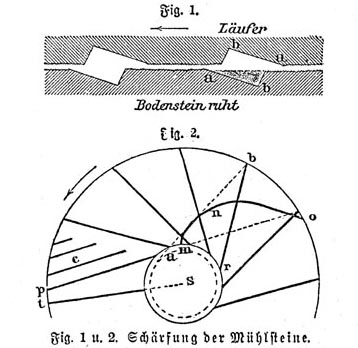
Malomkő vázlata és metszete

A malomkő szélmalomban, vízimalomban vagy emberi illetve állati erővel hajtott szárazmalmokban szolgált a gabona vagy más darabos anyag őrlésére.
A malomkő készítésére leginkább alkalmasak a kova (SiO2) tartalmú porózus, de kemény kőzetek, a finomszemcséjű homokkövek, vagy a kovát tartalmazó mészkő. Egyes homokkövekben a természetes kötőanyag mésztartalmú.

## Anyaga
A történelmi Magyarország területén malomkőnek alkalmas követ Geletneken, Sárospatakon és Beregszász vidékén, Csicsón, Garamberzencén, Budán és Kapnikbányán bányászták. Ezt a porózus és sok kvarcot tartalmazó kőzetet malomkő-porfirnak hívták. Igen sok malomkövet importáltak Franciaországból, a leghíresebb a La Ferté-sous-Jouarre-i bánya volt. Európaszerte a legjobb minőségű malomkövet Észak-Franciaországban, a Marne völgyében bányászták. Ezen kívül ismert volt még a Rajna völgyében, Köln közelében bányászott kő is.
Sok helyen – így Magyarországon is – a krlőfelület és a kő nyílása közötti részt, a kő „mellét” olcsóbb kövekből készítették, míg az őrlőfelületek cementtel kötött jó minőségű kőtörmelékből készült, erősítésnek vas tartópántokat és abroncsokat is beépítettek. Néhol műkövet is felhasználtak malomkő céljára.

## Szerkezete

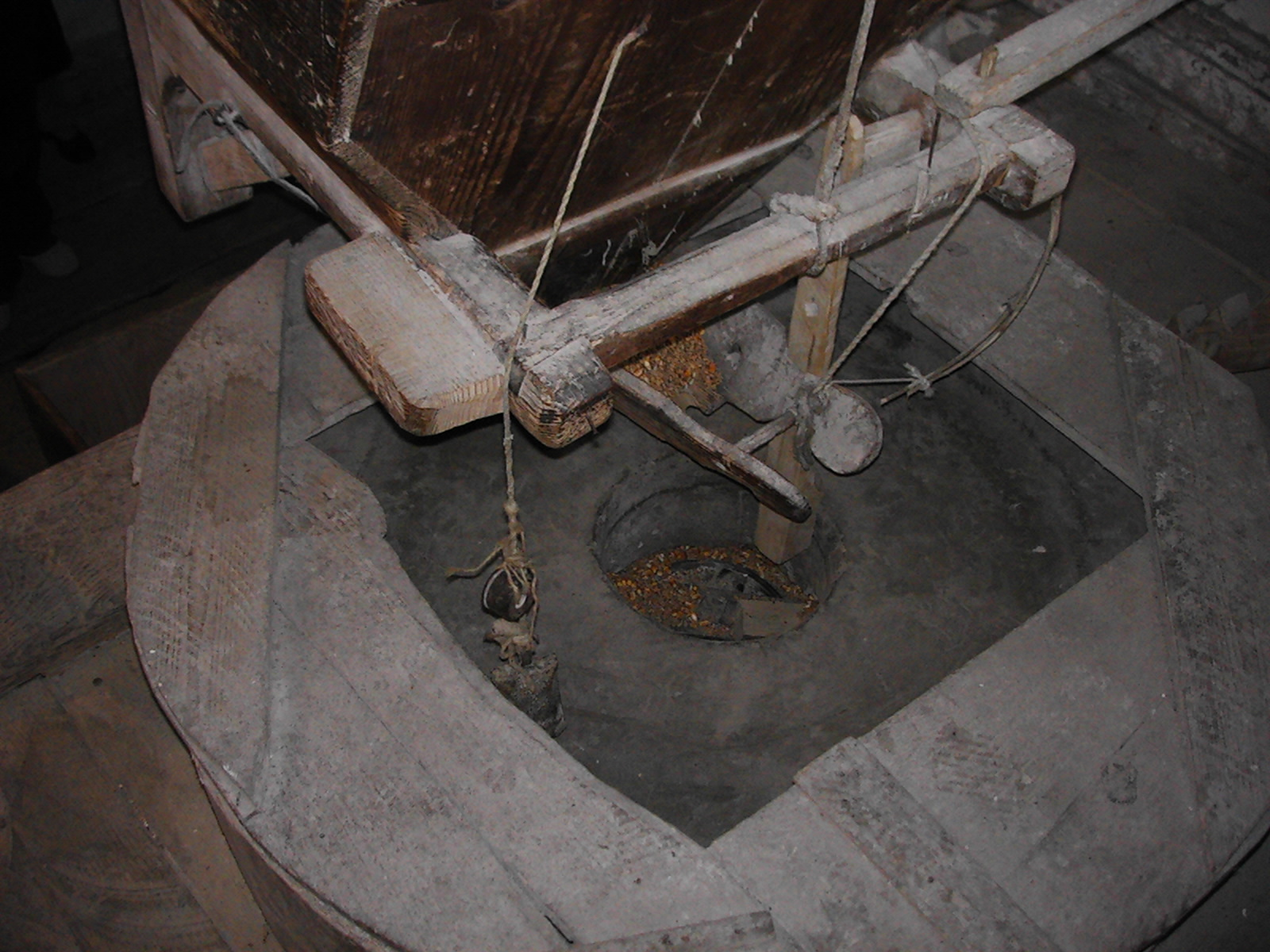

Az őrlés két malomkő között történik. A meghajtó tengely mindig függőleges, a felső kő hajtott, az alsó a nyugvó kő. Általában mindkét kő középen hengeres nyílással készül, ennek kettős feladata van: egyrészt a garatba beöntött gabona ezen keresztül jut a malomkerekek közé, másrészt a hengeres nyíláson vezetik keresztül a hajtótengelyt. A felső kő kereszt alakú hornyaiba a hajtó tengely agyából kinyúló karmok kapaszkodnak, ezzel forgatja a tengely a felső követ. A felső kő alsó felületén általában kúp alakú kikönnyítést, úgynevezett kőmellet alakítanak ki, aminek feladata egyrészt az őrlemény jó behúzását, másrészt a fokozatos feldarabolást végzi. Az őrleményt így a fokozatosan csökkenő résen keresztül a centrifugális erő a kerék kerülete irányába kényszeríti. Ezt a kifelé irányuló mozgást a magok és a kövek közötti súrlódás fékezi.
Annak érdekében, hogy az őrlemény útja a kövek között szabályozott legyen, a kövek őrlő felületébe meghatározott minta szerint barázdákat vágnak. Ezek az őrlemény szabálytalan útját megszakítják és így lehetővé teszik, hogy az őrlemény kifelé sodródjon. A barázdákon keresztül a korpát a kövek forgása közben létrejött légáramlat ki is fújja. A szélesebb főbarázdák mellett mellékbarázdákat is vágnak, melyek derékszögű háromszög alakú keresztmetszete olyan, hogy lehetővé teszi az őrlemény nyírással való aprítását.
A malomköveket ki kell egyensúlyozni, hogy ne terhelje a tengelyét a kőre ható centrifugális erő.

## Története
A malomkő igen régi találmány. Már az újkőkorszakban ismerték, akkoriban kézzel hajtott kővel őrölték és daráltak magokat, diót és más növényi ételeket étkezés előtt. Ugyanilyen malmokat használtak festékek és később fémércek őrlésére is olvasztás előtt.

## Források

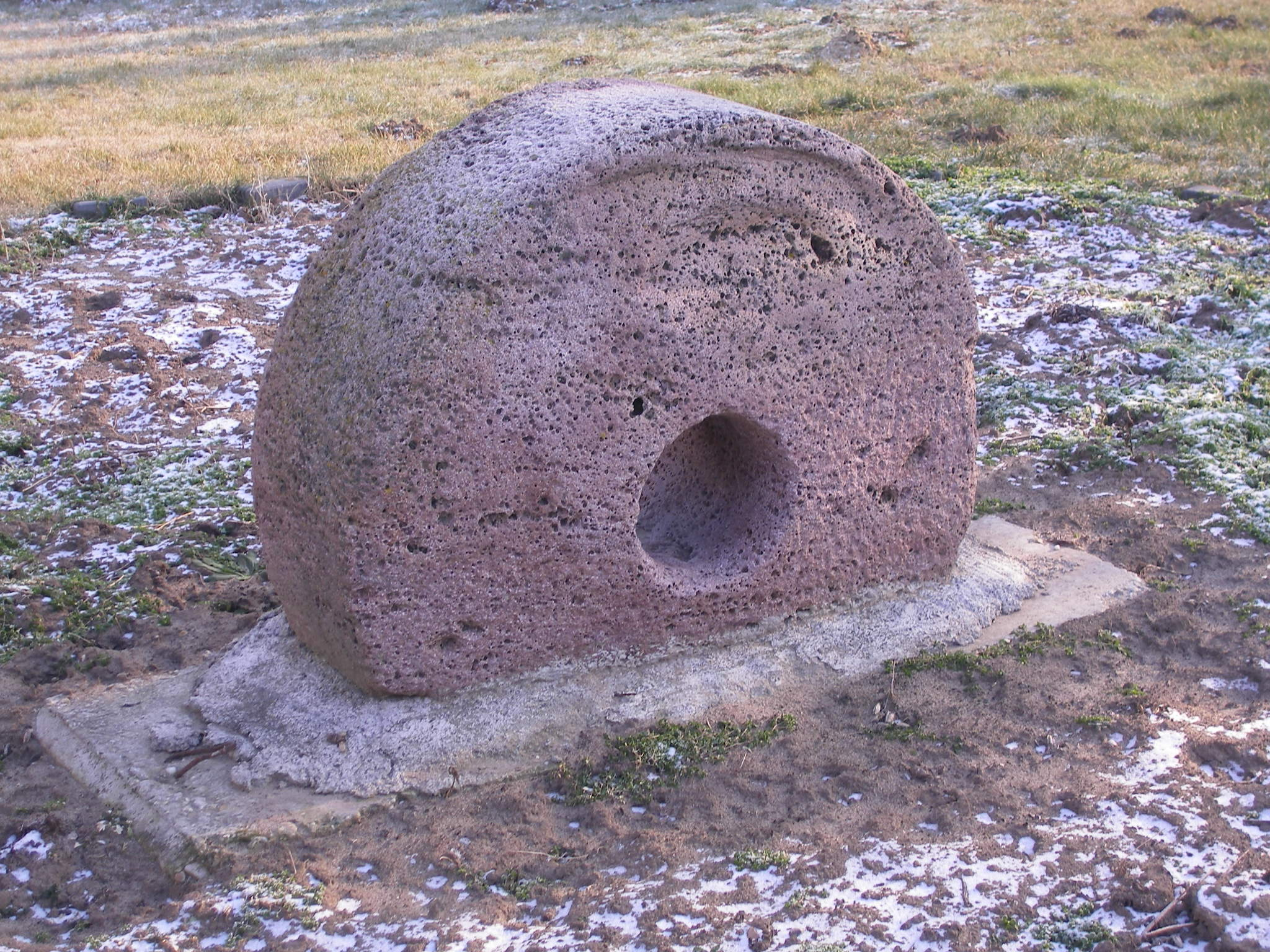